# Тляругов Віктор Михайлович
Віктор Михайлович (Мусович) Тляругов (нар. 6 лютого 1948 — пом. 30 грудня 2017) — радянський футболіст та арбітр, виступав на позиції нападника. Майстер спорту СРСР (1968).

## Життєпис
Вихованець футбольної школи нальчикского «Спартака». На дорослому рівні розпочав виступати 1965 року в складі ставропольського «Динамо», провів у команді два сезони, і в 1967 році повернувся в Нальчик. У 1967-1968 році виступав за «Завод імені Сталіна» (Краматорськ).
По ходу сезону 1968 року перейшов у донецький «Шахтар». Дебютний матч у вищій лізі зіграв 8 червня 1968 року проти кіровабадского «Динамо», в якому провів на полі всі 90 хвилин. Першим голом у кар'єрі відзначився 18 липня 1968 року в воротах ЦСКА. Всього в 1968-1969 роках взяв участь в 33 матчах вищої ліги та відзначився трьома голами. У 1969 і 1970 роках також значився в складі ростовського СКА, але на поле не виходив.
У 1970 році футболіст повернувся на батьківщину й до кінця кар'єри виступав за «Спартак» (Нальчик), в окремих сезонах команда називалася «Автомобіліст» та «Ельбрус». У 1971 році допоміг команді піднятися з другої ліги до першої. У 1972 році в перших дев'яти матчах отримав чотири жовті картки, і за це був дискваліфікований до кінця сезону. Ставав найкращим бомбардиром команди 1975 (13 голів) та 1976 року (7 голів). За підсумками сезону 1976 року команда вилетіла з першої ліги, після цього футболіст завершив кар'єру.
Всього за команду з Нальчика Віктор Тляругов зіграв в першостях країни (1967, 1970-1976) зіграв 199 матчів та відзначився 57-ма голами, а також щонайменше 14 матчів та 6 голів у Кубку СРСР.
Після закінчення кар'єри гравця працював директором СДЮСШОР з футболу на «Дитячому стадіоні» Нальчика.
Помер 30 грудня 2017 року у віці 69 років.

## Особисте життя
Брат Казбек (1949-2005) теж футболіст, виступав у вищій лізі за ростовський СКА, а в 1992-1993 роках тренував «Спартак-Нальчик».